# Tillandsia salmonea
Tillandsia salmonea là một loài thuộc chi Tillandsia. Đây là loài đặc hữu của México.